# Замковий сад (Жовква)

Подвір'я Жовківського замку на початок XVIII ст. до перебудов і знищення скульптур.

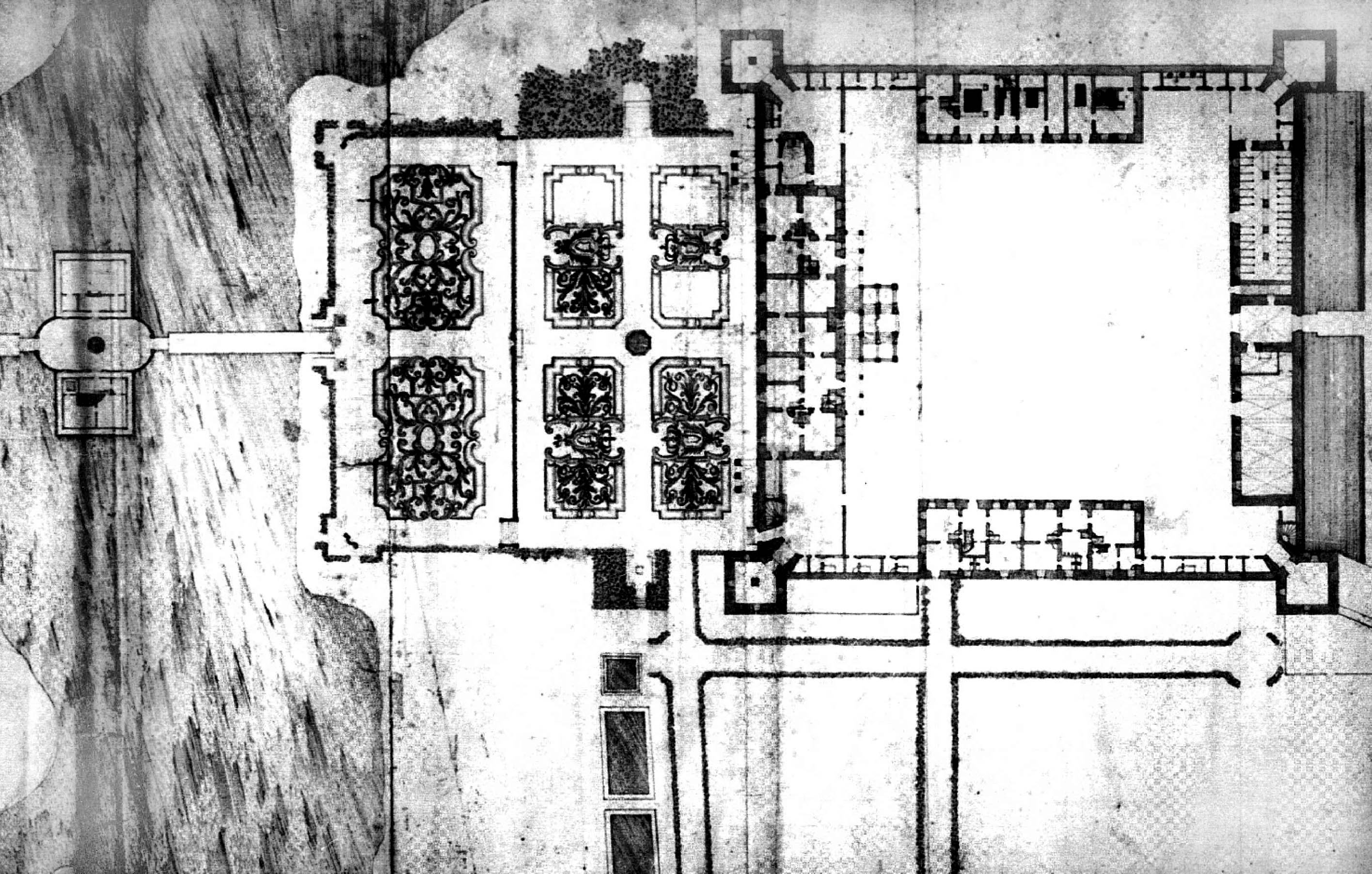
План саду і замку

Замковий сад (Жовква) — сад бароко, що належав до значущих взірців ландшафтної архітектури на теренах України. Зник у XVIII сторіччі. 
Неподалік від Жовківського замку, біля підніжжя пагорба, власники замку створили «Звіринець» — специфічну паркову ділянку, на зелених галявинах якого паслися сарни та олені. Полювання було улюбленим дозвіллям усіх хазяїв замку міста Жовква — і Жолкевських, і Даниловичів та їхнього внука — короля Польщі Яна ІІІ Собєського. Саме останній, обравши Жовківський замок своєю резиденцією, перетворив його на розкішну домівку. 
Справу продовжив у 1741–1742 рр. новий власник палацу-замку — Михайло Казимир Радзивілл «Рибонька». Він доручив італійському архітекторові Антоніо Кастеллі перебудувати палац. Саме тоді портик та сходи Жовківського замку прикрасили скульптурами литовських і польських коронних гетьманів.
Руйнували замок не тільки часи чи пожежі. Мармурові погруддя (серед них і короля Польщі Яна ІІІ Собєського та його дружини) вивіз у Петербург цар Петро І. Щонайменше три з них досі прикрашають Літній сад. Руйнівником був також черговий володар колись розкішного маєтку — Артур Глоговський. Він став власником близько 1850 року і до кінця ХІХ століття поступово продав на будівельні матеріали аркади, портик зі скульптурами гетьманів та навіть одну із замкових веж. 

## Розпланування барокового саду

Замковий сад, макет. Автор Качор І. В.

Бароковий сад було розплановано на двох терасах з південно-західного боку замку — туди вів вихід з палацового корпусу. Три інші боки саду огородили шпалерами. Розпланування було осьове, всі частини симетричні, типові для садів бароко. 
Перша тераса мала чотири мережеві партерів, на яких квітами відображали герб Яніна короля Яна ІІІ Собеського. Середину тераси прикрашала восьмикутна чаша фонтану. Кінець тераси позначали алея, перпендикулярна осі саду, та балюстрада. Її кінцівки акцентували дві альтанки. 
Друга (нижня) тераса мала два великі квіткові партери. Вона закінчувалась двома павільйонами, де влаштували лазні. Між ними стояв ще один фонтан. Лазні межували зі ставком, що відігравав роль третьої частини регулярного саду. 
Зниклий Замковий сад Жовкви може бути реставрований за старими планами в часи завершення ремонтно-відновлювальних робіт в Жовківському замку.

## Скульптури з замкового саду

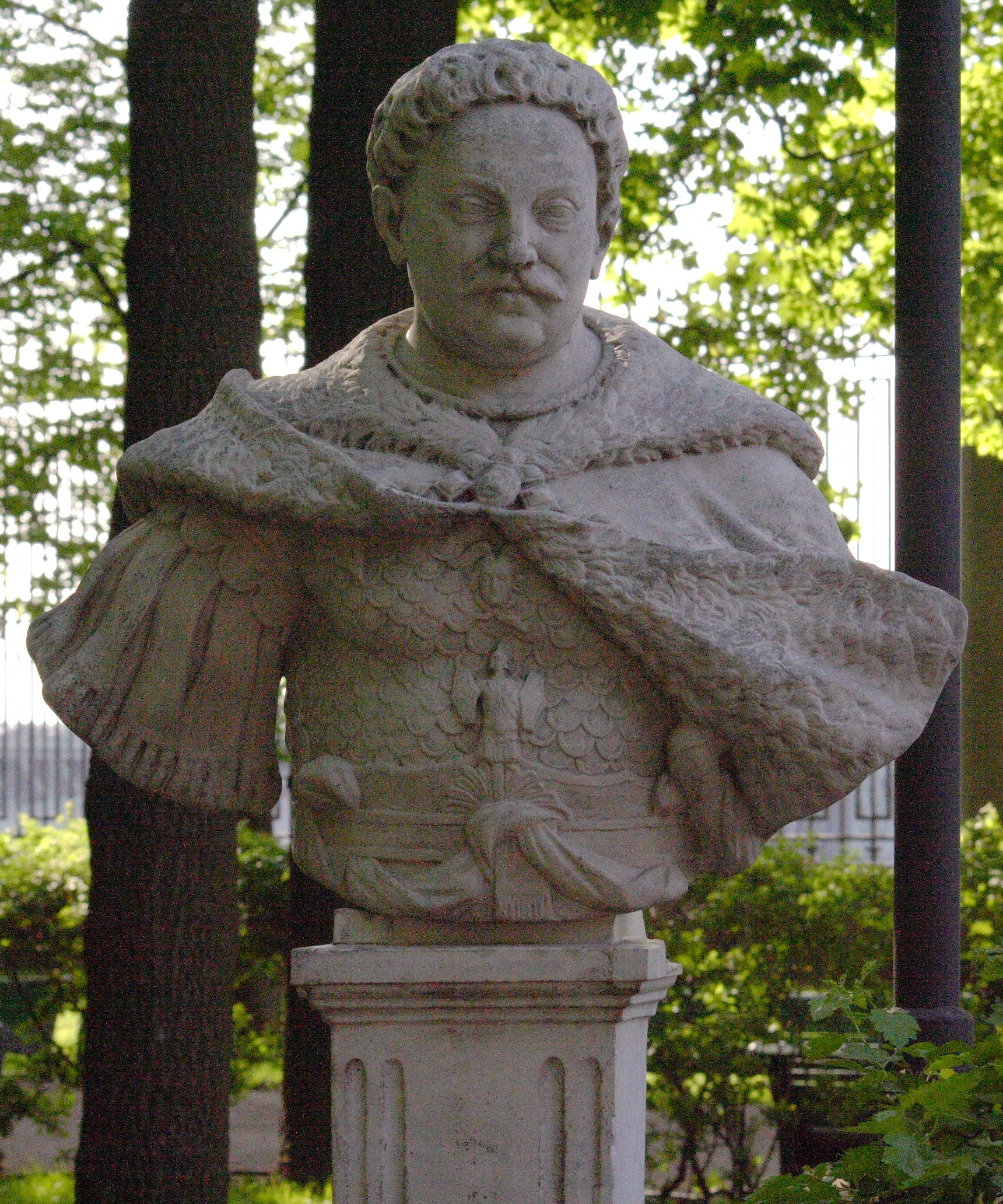
Бартоломеус Еггерс. «Ян ІІІ Собеський», король Польщі, погруддя, мармур. Літній сад (Санкт-Петербург)
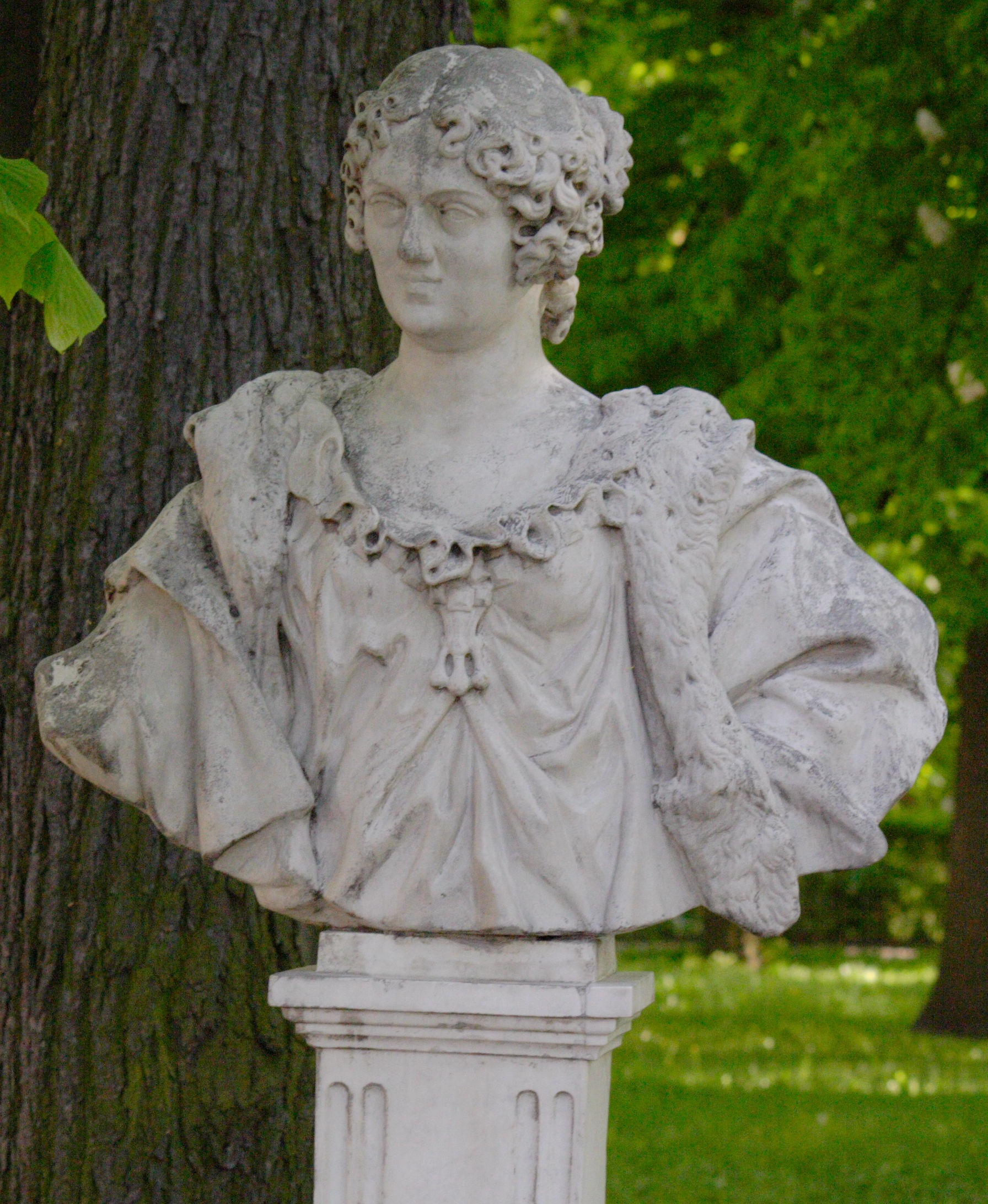
Бартоломеус Еггерс. «Марія Казимира», королева Польщі, погруддя, мармур